# Bohuslav Hrudička
Bohuslav Hrudička (19. listopadu 1904, Třešť – 13. dubna 1942, Mauthausen) byl český meteorolog a klimatolog.

## Biografie
Bohuslav Hrudička se narodil v roce 1904 v Třešti, mezi lety 1919 a 1923 vystudoval učitelský ústav v Brně a následně nastoupil do Hrotovic na pozici učitele (roku 1929 definitivního učitele), kolem roku 1930 pak pracoval jako odborný učitel v Brně. V roce 1931 nastoupil na Přírodovědeckou fakultu MU v Brně (v roce 1932 získal maturitu na Gymnáziu v Třebíči), kde roku 1936 získal titul Doktora přírodních věd, v roce 1937 absolvoval studijní pobyt ve Vídni. Roku 1936 absolvoval vedlejší rigorózní řízení z astronomie. V roce 1938 nastoupil na pozici honorovaného docenta na tehdejší Vysoké škole technické Dr. Edvarda Beneše v Brně (pozdější VUT) a v roce 1939 působil jako docent meteorologie a klimatologie na Přírodovědecké fakultě MU v Brně.
Po začátku druhé světové války se zapojil do domácího odboje ve spolupráci s Františkem Koláčkem a Františkem Říkovským (oba učitelé na PřF v Brně), společně měli zakreslovat pro britské výsadkáře do vojenských map plochy vhodné pro přistání výsadkářů. Bohuslav Hrudička byl za tuto činnost v listopadu 1941 zatčen gestapem a uvězněn do Kounicových kolejí v Brně, už v lednu následujícího roku byl odsouzen a předán gestapu a v únoru téhož roku byl odvezen do koncentračního tábora v Mauthausenu, kde v dubnu roku 1942 zemřel na zápal plic.
Jeho jméno je uvedeno na pomníku obětem druhé sv. války v Hrotovicích a na pamětní desce umučených brněnských vědců a učitelů vysokých škol na Přírodovědecké fakultě v Brně, stal se in memoriam členem České geografické společnosti. V Praze 11 byla na jeho počest pojmenována ulice Hrudičkova. V roce 2019 byla jeho osobnost připomenuta na přednášce v rodné Třešti.

## Dílo
Zabýval se primárně meteorologií a bývá považován za zakladatele české technické meteorologie. Publikoval práce o využití meteorologie ve stavebnictví nebo dopravě. Publikoval také práce o spojení meteorologie a elektrotechniky a její aplikaci v těchto oborech. Publikoval v Technickém obzoru a dalších odborných časopisech. Sepsal také první český heslář meteorologických termínů.
Spolupracoval s Františkem Koláčkem, který působil jako ředitel zeměpisného ústavu v Brně.